# Virotia
Virotia L.A.S. Johnson & B.G. Briggs – rodzaj roślin z rodziny srebrnikowatych (Proteaceae). Obejmuje 6 gatunków występujących naturalnie na Nowej Kaledonii.

## Systematyka
Pozycja i podział rodziny według Angiosperm Phylogeny Website (aktualizowany system APG IV z 2016)
Rodzaj z rodziny srebrnikowatych stanowiącej grupę siostrzaną dla platanowatych, wraz z którymi wchodzą w skład rzędu srebrnikowców, stanowiącego jedną ze starszych linii rozwojowych dwuliściennych właściwych.
Wykaz gatunków
- Virotia angustifolia (Virot) P.H.Weston & A.R.Mast
- Virotia francii (Guillaumin) P.H.Weston & A.R.Mast
- Virotia leptophylla (Guillaumin) L.A.S.Johnson & B.G.Briggs
- Virotia neurophylla (Guillaumin) P.H.Weston & A.R.Mast
- Virotia rousselii (Vieill.) P.H.Weston & A.R.Mast
- Virotia vieillardii (Brongn. & Gris) P.H.Weston & A.R.Mast